# وحدة تخيلية

' في المستوى العقدي أو الديكارتي؛ تمثل الأعداد الحقيقية على المحور الأفقي, والأعداد التخيلية على المحور العمودي

في الرياضيات، الوحدة التخيلية هي التي تتيح توسيع مجموعة الأعداد الحقيقية إلى مجموعة الأعداد المركبة، والتي تمكن من إيجاد جذر واحد على الأقل لكثيرات الحدود د(س).
يرمز لها عادة بالرمز i. ويمكن تعريفها على أنها القيمة التي تحقق i 2 = −1.
للوحدة التخيلية استخدامات كثيرة في حسابات التيار المتردد وفي ميكانيكا الكم في الفيزياء.

## تعريف
الوحدة التخيلية هي عبارة عن عدد عقدي تم تعريفه على أنه الجذر التربيعي للعدد -1. و حيث أنه لا يمكن تجذير الأعداد السالبة في مجموعة عدد حقيقي فإن هذه الوحدة تشكل مع مضاعفاتها ما يعرف بمجموعة الأعداد الخيالية

## i و i-
القيمتان i و -i متقابلتان لأن إشارتيهما مختلفتان, لكن لهما نفس المربع:
i² = -1
1- = ²(i-)

## الخصائص

### دالة عاملي
انظر دالة غاما.